# ATP synthase
ATP synthase (EC 7.1.2.2) là một cấu trúc enzyme được tìm thấy trong vi khuẩn và ti thể hay lục lạp của các sinh vật nhân thực. Cấu trúc này có khả năng tổng hợp adenosine triphosphate (ATP) từ adenosine diphosphate (ADP) và phosphate vô cơ (Pi) đồng thời tích trữ năng lượng cho tế bào. Năng lượng này thường ở dạng proton di chuyển được nhờ chênh lệch hoá thẩm, như từ lumen của thylakoid vào chất nền lục lạp hay từ khoảng không giữa hai màng ti thể vào chất nền ti thể. Phản ứng tổng quát khi tổng hợp ATP là:
ADP + Pi → ATP
Enzyme này có vai trò quan trọng then chốt trong gần như tất cả các cơ thể sống vì ATP là đơn vị năng lượng thông dụng trong các cơ thể sống. Kháng sinh oligomycin ức chế tiểu đơn vị FO của ATP synthase.
ATP synthase nhìn chung là một chu trình tổng hợp ATP từ ADP.

## Cấu trúc
ATP synthase là một protein bao gồm nhiều tiểu đơn vị với tổng khối lượng hơn 50 vạn dalton. Cấu trúc hiện nay của ATP synthase được nhận biết bằng phương pháp soi kính hiển vi điện tử dưới nhiệt độ cực thấp. Trong ti thể, ATP synthase bao gồm 2 phần chủ yếu được đặt tên là F1 và FO.
- Phần FO của enzyme nằm trong màng ti thể, gồm ba loại protein mang tên a, b, c. Ở vi khuẩn và ti thể của nấm men, kết cấu thường thấy của FO là a1b2c10, tuy nhiên ở ti thể của động vật có đến 12 tiểu đơn vị c còn ở lục lạp có 14. Trong tất cả các trường hợp, tiểu đơn vị c sắp xếp thành một vòng tròn trên mặt phẳng màng sinh chất. Tiểu đơn vị a và b gắn kết chặt chẽ với nhau nhưng không liên kết với vòng c.[2]
- Phần F1 của enzyme giống như một quả đấm thòi ra ngoài màng, nằm ở trong phần chất nền của ti thể. Đây là một phức hợp tan trong nước, bao gồm 5 polypeptide có kết cấu là α3β3γδε. Phần dưới của tiểu đơn vị γ là một cấu trúc dạng cuộn nằm gọn vào giữa vòng c của FO và bắt dính vào đấy. Tiểu đơn vị ε gắn chặt với γ và cũng gắn chặt với một số tiểu đơn vị c nói trên. Tiểu đơn vị α và β nằm xen kẽ với nhau theo một vòng tròn để hình thành một thể đối xứng sáu bên. Tiểu đơn vị δ hình thành một liên kết bền vững tới một tiểu đơn vị α và một tiểu đơn vị β kế bên; đồng thời cũng liên kết với tiểu đơn vị b của FO. Vì vậy các tiểu đơn vị a, b của FO cùng với các tiểu đơn vị δ, α3, β3 hình thành một cấu trúc chặt chẽ neo vào màng sinh chất. Tiểu đơn vị b hình que hình thành một cấu trúc tĩnh (xtato) ngăn không cho α3, β3 di chuyển trong khi tựa vào tiểu đơn vị γ.[2]

Phần F1 có kích thước lớn và có thể được nhìn thấy qua kính hiển vị điện tử bằng phép nhuộm âm tính. Chúng là những cấu trúc có đường kính 9 nm nằm rải rác trên bề mặt ti thể. Ban đầu chúng được gọi là các cấu trúc sơ cấp và được cho rằng có chức năng bao hàm toàn bộ bộ máy hô hấp trong ti thể. Tuy nhiên sau nhiều thí nghiệm, Ephraim Racker và các đồng sự (những người đầu tiên phân lập được F1 năm 1961) đã cho thấy F1 có liên quan tới hoạt tính của ATPase trong các ti thể đơn lẻ và với hoạt tính của ATPase trong các cấu trúc cấp độ dưới ti thể tạo ra bằng cách cho ti thể tiếp xúc với sóng siêu âm. Cụ thể hơn, khi F1 bị tách khỏi màng ti thể thì chúng mất khả năng tổng hợp ATP mà chỉ còn khả năng thủy phân ATP (vì vậy chúng được gọi tên là ATPase), chỉ khi ráp chúng lại với FO thì khả năng sinh tổng hợp ATP mới được khôi phục.
Hoạt tính của ATPase còn có liên quan mật thiết hơn tới sự tổng hợp ATP bởi một chuỗi các thí nghiệm trên nhiều phòng thí nghiệm khác nhau.

## Danh pháp
Danh pháp của enzyme này là một câu chuyện dài. Phần F1 của enzyme bắt nguồn từ cái tên "fraction 1" (có nghĩa là "phần 1" và FO (chữ "o" chứ không phải số không) bắt nguồn từ việc nó là một oligomycin.
Như là một ví dụ đối với danh pháp của các enzyme bò, một số tiểu đơn vị có các tên gọi theo bảng chữ cái như sau:
- Chữ Hi Lạp: alpha, beta, gamma, delta, epsilon
- Chữ La Tinh: a, b, c, d, e, f, g, h

Một số khác có tên gọi phức tạp hơn:
- F6 ("phần 6")
- OSCP (the oligomycin sensitivity conferral protein), ATP5O
- A6L (đặt theo tên của gien mã hóa cho nó trong vật liệu di truyền của ti thể)
- IF1 (viết tắt theo từ tiếng Anh "inhibitory factor 1" có nghĩa là "yếu tố ức chế số 1"), ATPIF1

## Cơ chế
Trong các thập niên 1960 và 1970, Paul Delos Boyer phát triển thuyết về cơ chế thay đổi liên kết, hay là "lật qua lật lại", cơ chế này đã định đề sự sinh tổng hợp ATP đi đôi với sự thay đổi về hình thể của ATP synthase bằng cách xoay vòng tiểu đơn vị gamma. Nhóm nghiên cứu của John Ernest Walker, tại Phòng thí nghiện Sinh học phân tử MRC của Cambridge, đã tinh thể hóa đơn vị xúc tác F1 của ATP synthase. Cấu trúc này, tại thời điểm đó là cấu trúc protein bất đối xứng lớn nhất từng được biết, cho thấy rằng mô hình xúc tác xoay tròn của Boyer về tính chất là đúng. Nhờ việc làm sáng tỏ cơ chế này, Boyer và Walker cùng nhận được một nửa Giải Nobel Hóa học năm 1997. Jens Christian Skou nhận được nửa còn lại của giải năm đó nhờ vào việc khám phá ra Na⁺/K⁺-ATPase, một enzyme vận chuyển ion.

Cơ chế hoạt động của ATP synthase. ATP màu đỏ, ADP và phosphate vô cơ màu hồng, và tiểu đơn vị γ màu đen.

Mỗi tiểu đơn vị β của ATP synthase đều có khả năng bắt các phân tử ADP và Pi để xúc tác phản ứng tổng hợp chúng thành ATP. Tuy nhiên vì β nằm trên phần F1 - nơi cách màng ti thể 9-10nm nên sự liên hệ giữa việc sinh tổng hợp ATP với dòng chảy proton là gián tiếp. Cơ chế hoạt động của ATP synthase được chấp nhận rộng rãi nhất hiện nay là cơ chế bám-thay đổi (binding-change mechanism). Theo đó, dòng proton lưu chuyển qua FO sẽ làm xoay các tiểu đơn vị c, kéo theo đó là sự xoay tròn của các tiểu đơn vị γ và ε gắn vào chúng. Sự xoay tròn này ảnh hưởng đến cấu hình của khu vực bám lấy nucleotide của tiểu đơn vị β, cụ thể qua sự xoay đó β sẽ trải qua ba trạng thái.
1. Trạng thái mở (O - màu đỏ trong hình động), lúc này β bắt ATP rất kém và bắt ADP và Pi cũng rất yếu.
2. Khi ADP và phosphate bắt đầu bám vào tiểu đơn vị β, dòng chảy proton sẽ làm tiểu đơn vị γ xoay 120 độ, khiến β trải qua một sự thay đổi về cấu hình và chuyển sang trạng thái lỏng lẻo (L - màu cam) với việc liên kết chặt chẽ hơn với ADP và Pi vừa mới bám vào.[4][7]
3. Tiếp đó, β chuyển sang trạng thái chặt (T - màu hồng), chúng bám ADP và Pi chặt tới mức hai chất này kết hợp thành ATP, trong trạng thái chặt ATP vừa mới sản sinh cũng vẫn bị β bám dính[4] với ái lực rất cao. Phản ứng tổng hợp này không cần năng lượng bên ngoài bổ sung.[7] Cuối cùng, một lượt quay của tiểu đơn vị γ đưa β trở về trạng thái mở, giải phóng ATP và đón nhận ADP cùng phosphate mới.[4][8]

Như vậy cứ mỗi lần γ xoay 120 độ thì các β đều thay đổi trạng thái và cứ một vòng quay 360 độ của γ sẽ tổng hợp được 3 phân tử ATP. ATP và ADP cũng có thể bám vào các khu vực có chức năng điều hòa và thay đổi hoạt tính của ATP synthase tại tiểu đơn vị α, cụ thể chúng sẽ điều chỉnh tốc độ sinh tổng hợp ATP tùy theo nồng độ ATP, ADP trong chất nền ti thể; mặc dù việc này không có ảnh hưởng ở mức độ trực tiếp đến bản thân quá trình sinh tổng hợp ATP.
Bề mặt tiếp xúc giữa tiểu đơn vị a và vòng tiểu đơn vị c tạo thành hai bán kênh nơi proton đi xuyên qua ATP synthase. Proton đi vào ATP synthase ở bán kênh thứ nhất tới một môi trường ngoại chất và bám lấy một mạch nhánh cacbon của amino acid Asp61 trên tiểu đơn vị c. Việc này khiến cấu hình của c thay đổi, vì vậy vòng c sẽ thực hiện một chuyển động xoay tròn trên mặt phẳng màng ti thể. Sự xoay này làm tiểu đơn vị c kế sau nhích lên vị trí kênh proton của c cũ, và một proton khác lại bám vào c mới này, tiếp tục kích hoạt chuyển động xoay tròn của vòng c. Sự xoay liên tục của vòng c như thế sẽ khiến tiểu đơn vị c đầu tiên quay tới bán kênh thứ hai, nơi đây proton được giải phóng và theo bán kênh đi vào môi trường bào tan, kết thúc quá trình di chuyển của proton xuyên qua ATP synthase. Như đã nói, mỗi loại ATP synthase có số tiểu đơn vị c khác nhau, và con số này quyết định "tỉ số truyền động bánh răng" của ATP synthase - tức số proton cần thiết để ATP synthase sinh tổng hợp một phân tử ATP. Ở đây, trong trường hợp của vi khuẩn E.Coli với vòng c được tạo thành bởi 10 tiểu đơn vị, cứ 10 proton sẽ khiến c xoay một vòng và tạo ra 3 phân tử ATP - điều này phù hợp với các kết quả thí nghiệm về dòng proton chạy qua ATP synthase. Tương tự ở lục lạp một vòng c có 14 tiểu đơn vị và vì vậy cần 14 proton để sản sinh 3 phân tử ATP. Lý do tại sao số lượng proton cần cho 3 ATP lại khác nhau như vậy vẫn chưa được rõ ràng.
Ở đây, không phải tất cả số proton sinh ra trong chuỗi chuyển điện tử đều được dùng để làm năng lượng cho ATP synthase hoạt động. Một phần tư trong chúng đường dùng để kích hoạt hệ kênh ATP/ADP giúp bơm ATP ra ngoài tế bào chất và bơm ADP vào trong chất nền ti thể.

### Các bằng chứng khoa học cho cơ chế bám - thay đổi
Các nhà khoa học đã tìm ra một số bằng chứng ủng hộ cơ chế bám-thay đổi này. Các nghiên cứu về hóa sinh cho thấy một trong số các tiểu đơn vị β có khả năng bám ADP và Pi rất chặt và phản ứng sinh tổng hợp ATP từ các ADP và Pi đó có mức năng lượng tự do Gibbs ΔG gần bằng không - điều này cho thấy ADP và Pi trong tiểu đơn vị β ở trạng thái chặt sẽ lập tức chuyển đổi thành ATP. Việc này cũng đưa ra một giả thuyết rằng phản ứng phân ly ATP có thể được cung cấp năng lượng bởi sự thay đổi cấu hình của β, sự thay đổi này bắt nguồn từ năng lượng của dòng proton chảy qua FO.
Việc nghiên cứu hình thái tinh thể học của cụm tiểu đơn vị β và α đã đưa ra một kết luận ấn tượng: cả ba tiểu đơn vị β giống hệt nhau về cấu trúc hóa học chung và về trình tự chuỗi amino acid, tuy nhiên cấu hình ở khu vực bám ATP/ADP thì khác hẳn. Lời lý giải hợp lý nhất cho chuyện này đó là cả ba β có ba trạng thái khác nhau chuyển đổi theo chu kỳ - với vị trí bám nuclêôtít khác nhau theo trạng thái - trong một phản ứng hóa học mà hoạt động của nó phải được cung cấp năng lượng. Ở một số thí nghiệm khác các ATP synthase còn nguyên vẹn cũng đã được cho tiếp xúc với các hóa chất có tác dụng tạo liên kết cộng hóa trị giữa các tiểu đơn vị c với γ và ε. Sau khi tạo liên kết thì ATP synthase vẫn hoạt động sinh tổng hợp và thủy phân ATP bình thường, điều này cho thấy c, γ và ε thực chất cùng quay với nhau.
Một số thí nghiệm về hoạt động quay của ATP synthase cũng được thực hiện với năng lượng lấy từ sự thủy phân ATP. Các tiểu đơn vị β được gắn thêm các chuỗi histidine6 giúp chúng gắn chặt vào một mặt kính có phết chất "keo" bám dính các sợi histidine. Tiểu đơn vị γ thì gắn vào một sợi actin phát huỳnh quang để nhận diện khi quan sát bởi kính hiển vi. Kết quả cho thấy sợi này quay vòng tròn theo từng bước với mỗi bước ứng với việc quay 120 độ, việc quay được cung cấp năng lượng bởi sự thủy phân ATP do β thực thi. Một thí nghiệm tương tự cho thấy các tiểu đơn vị c, γ và ε gắn chặt với nhau và xoay vòng tròn nếu xét hệ quy chiếu là cụm β và α đứng yên. Mặc dù các thí nghiệm này thực chất thể hiện quá trình thủy phân ATP của ATP synthase - quá trình đảo ngược của sự sinh tổng hợp ATP - chúng đã cho thấy các c, γ và ε thực chất đã quay, và điều đó dẫn tới sự thay đổi cấu hình của β và kéo theo là sự sinh tổng hợp ATP diễn ra tại β.

## Vai trò sinh lý và hoạt tính
Trong các vi khuẩn có khả năng hô hấp dưới các điều kiện sinh lý, ATP synthase nhìn chung hoạt động theo hướng ngược lại, dùng để sản sinh ATP bằng cách sử dụng lực vận động proton tạo bởi chuỗi chuyển điện tử như là một nguồn năng lượng. Quá trình tạo năng lượng như thế này được gọi là sự phosphorylate oxy hóa. Một quá trình tương tự xảy ra trong ti thể, nơi ATP synthase có mặt tại màng trong của nó (phần F1 hướng về chất nền, nơi diễn ra sự tổng hợp ATP). Vai trò và sự hoạt động của ti thể trong các sinh vật nhân chuẩn giúp tế bào giữ được hàm lượng ATP cao gấp 10 lần ADP và nhờ đó giữ được phản ứng thủy phân ATP luôn xảy ra theo chiều thuận.
Giống như các enzyme khác, hoạt tính của F1FO và ATP synthase mang tính thuận nghịch, hoán chuyển giữa thế điện hóa proton và năng lượng trong các liên kết hóa học. Phản ứng xảy ra theo chiều tổng hợp hay thủy phân ATP phụ thuộc vào sự cân bằng giữa năng lượng độ dốc của thế điện hóa proton (Gp, với giá trị luôn âm) và sự chênh lệch giữa năng lượng tự do Gibbs (ΔG, với giá trị luôn dương) trong phản ứng thủy phân ATP; sự cân bằng của hai giá trị này xảy ra khi Gp + ΔG = 0. Gp tỉ lệ trực tiếp với giá trị của lực vận động proton xuyên qua màng ti thể, còn ΔG tùy thuộc vào tỉ lệ của ATP với ADP và Pi Cụ thể, Gp + ΔG < 0, ATP synthase sẽ đóng vai trò sản sinh ATP nhằm thay đổi tỉ lệ ATP với ADP và Pi. Tương tự nếu Gp + ΔG > 0, ATP synthase sẽ thủy phân ATP để bơm thêm proton nhằm tăng cường sự chênh lệch thế điện hóa.
Tương tự, ở vi khuẩn ATP synthase cũng có tác dụng hoán chuyển giữa biến dưỡng hiếu khí và kị khí. Ở đây, một lượng ATP sythase vừa đủ lớn có thể giúp tạo ra một thế proton điện hóa được dùng bởi các vi khuẩn lên men vốn không có chuỗi chuyển điện tử, và thủy phân ATP để tạo ra một thế proton dùng để quay các tiên mao hay vận chuyển các chất dinh dưỡng trong tế bào.

## ATP synthase trong các cơ thể sống

### Thực vật
Trong thực vật, ATP synthase cũng tồn tại trong các lục lạp (CF1FO-ATP synthase), cụ thể chúng nằm lẫn trong lớp màng của các thylakoid. Trong đó phần CF1 hướng về chất nền, nơi pha tối của quang hợp - tức Chu trình Calvin - diễn ra và đó cũng là nơi sinh tổng hợp ATP. Cấu trúc tổng quát và cơ chế hoạt động của ATP synthase tại lục lạp gần như là giống với ti thể. Tuy nhiên, thế điện hóa và lực vận động proton ở lục lạp không phải được hình thành bởi chuỗi chuyển điện tử trong hô hấp mà bởi các protein quang hợp chính.

### Bò
ATP synthase phân lập từ ti thể ở mô tim bò (Bos taurus) - xét về mặt cấu trúc và hóa sinh - là loại ATP synthase điển hình nhất. Tim bò được dùng như một nguồn cung cấp ATP synthase vì hàm lượng ti thể trong cơ tim bò rất cao.

### Trực khuẩn đại tràngE. coli
Đây là loại đơn giản nhất hiện được biết đến trong dòng họ ATP synthase, bao hàm tám loại tiểu đơn vị protein.

### Nấm men
Trong số các sinh vật nhân chuẩn, ATP synthase của nấm men được nghiên cứu kỹ nhất. Nó bao gồm 5 tiểu đơn vị ở phần F1 và 8 ở phần FO; 7 protein kèm theo cũng đã được nhận diện. Phần lớn các protein này đều có các chất tương đồng trong cơ thể sống của các sinh vật nhân chuẩn khác.

### Người
Dưới đây là danh sách các gien mã hóa cho các protein của ATP synthase trong người:
- ATP5A1, ATP5AL1
- ATP5B, ATP5BL1
- ATP5C2, ATP5D, ATP5E, ATP5F1, ATP5G1, ATP5G2, ATP5G3, ATP5H, ATP5HP1, ATP5I, ATP5J, ATP5J2, ATP5L, ATP5L2, ATP5O, ATP5S
- ATP6, ATP6AP1, ATP6AP2
- ATPSBL1, ATPSBL2
- MT-ATP6, MT-ATP8

## Quá trình tiến hóa của ATP synthase
Sự tiến hóa của ATP synthase được cho là một ví dụ của tiến hóa khảm (mosaic evolution), trong đó hai tiểu đơn vị với chức năng riêng biệt đã gắn kết với nhau và có thêm chức năng hoàn toàn mới. Việc gắn kết này hẳn đã xảy ra trong giai đoạn rất sớm của quá trình tiến hóa của các cơ thể sống, bằng chứng là cấu trúc và hoạt động của ATP synthase được bảo tồn trong tất cả các sinh giới. Enzyme F-ATP synthase có nhiều sự tương đồng về mặt cấu trúc lẫn chức năng với V-ATPase. Tuy nhiên trong khi F-ATP synthase tổng hợp ATP bằng cách dùng nguồn năng lượng của sự chênh lệch thế proton, V-ATPase thực thi vai trò kiến tạo nên một thế proton bằng cách thủy phân ATP, khiến môi trường có độ pH bằng 1.
Phần F1 của ATP synthase cũng có nhiều nét tương đồng với cấu trúc của enzym lục hợp phân tử hêlicaza; còn phần FO có những nét tương đồng với phức hợp "động cơ" quay tiên mao được cung cấp năng lượng bởi dòng proton H+. Thể lục hợp phân tử α3β3 của F1 và thể lục hợp phân tử hêlicaza DNA cùng có cấu trúc vòng như chiếc nhẫn tí hon với một lỗ trống ở trung tâm. Hêlicaza DNA sử dụng hình dạng xoắn ốc của DNA để giúp nó chuyển động dọc theo phân tử này và phát hiện ra những chỗ xoắn, còn α3β3 sử dụng sự thay đổi cấu hình do chuyển động xoay tròn của tiểu đơn vị γ tạo phản ứng được xúc tác bởi enzyme.
Phần môto H+ của FO cho thấy sự tương đồng to lớn về chức năng với người đồng sự ở tiên mao. Cả hai đều bao hàm một vòng ghép bởi các protein có hinh dạng xoắn alpha, chuyên động xoay tròn so với các protein đứng yên xung quan nó với năng lượng lấy từ thế điện hóa proton. Tuy nhiên đây chỉ là một mối liên hệ mỏng manh giữa hai cấu trúc vì bản thân môto của tiên mao có cấu trúc phức tạp hơn rất nhiều, vòng xoay của tiên mao cũng lớn hơn rất nhiều, bao hàm đến 30 proteinm so với 10, 11, hay 14 của FO.
Thuyết tiến hóa khảm bề nguồn gốc của ATP synthase cho rằng hai tiểu đơn vị với chức năng khác nhau, một hêlicaza DNA với hoạt tính của ATPase và một môto H+ đã gắn kết với nhau và sự quay của môto đã phát động hoạt tính ATPase của hêlicaza theo chiều ngược lại. Cấu trúc này càng về sau càng hoàn thiện và cuối cùng trở thành enzyme ATP synthase ngày nay. Một giả thuyết khác cho rằng hêlicaza DNA/phức hợp mô to H+ cũng có thể chức năng bơm proton H+, hoạt tính ATPase của hêlicaza đã thúc đẩy hoạt động của động cơ H+ theo chiều ngược lại. Về sau chúng tiến hóa để thực thi hoạt động theo chiều ngược lại là sinh tổng hợp ATP, trở thành ATP synthase.

### Các tiểu đơn vị của ATP synthase
1. Tiểu đơn vị alpha và beta của ATP synthase
2. Tiểu đơn vị delta của ATP synthase
3. Tiểu đơn vị gamma của ATP
4. Tiểu đơn vị C của ATP synthase